# Ihuru
Ihuru är en ö i Norra Maléatollen i Maldiverna. Den ligger i den centrala delen av landet, 18 km nordväst om huvudstaden Malé. Den ingår i den administrativa atollen Kaafu. På ön finns en turistanläggning, men ingen fastboende befolkning, varför ön officiellt räknas som obebodd. 
Tropiskt monsunklimat råder i trakten. Årsmedeltemperaturen i trakten är 25 °C. Den varmaste månaden är april, då medeltemperaturen är 28 °C, och den kallaste är oktober, med 25 °C. Genomsnittlig årsnederbörd är 2 030 millimeter. Den regnigaste månaden är maj, med i genomsnitt 372 mm nederbörd, och den torraste är januari, med 37 mm nederbörd.